# Marc Rieper
Marc Rieper Jensen, född 5 juni 1968 i Rødovre, är en dansk före detta fotbollsspelare. Han började karriären i AGF och debuterade i danska landslaget som 22-åring innan dåtidens största danska klubb Brøndby köpte loss honom. I Brøndby bildade han mittlås med Jes Høgh, vilket blev början på ett framgångsrikt samarbete, som fortsatte i det danska landslaget upp genom det mesta av 1990-talet.
Efter starka insatser i Brøndby och danska landslaget lånades Rieper ut till engelska Premier League-laget West Ham i december 1994, vilket ledde till en permanent övergång efter säsongen. Sommaren 1997 gick Rieper till skotska storlaget Celtic, där han i sin första säsong var med om att vinna klubbens första mästerskap i tio år tillsammans med en annan nykomling; Henrik Larsson.
Rieper spelade 61 landskamper och var ordinarie under EM 1996 samt VM 1998, där han gjorde mål i första gruppmatchen mot Saudiarabien, innan en fotskada hösten 1998 satte stopp för karriären. 
Efter avslutningen på sin karriär har Marc Rieper bland annat varit assisterande tränare i sin barndomsklubb AGF, där han numera ingår i styrelsen. Han äger och driver även ett hotell i Århus. Marc Riepers lillebror Mads Rieper var även han professionell fotbollsspelare.